# Dodge Aspen

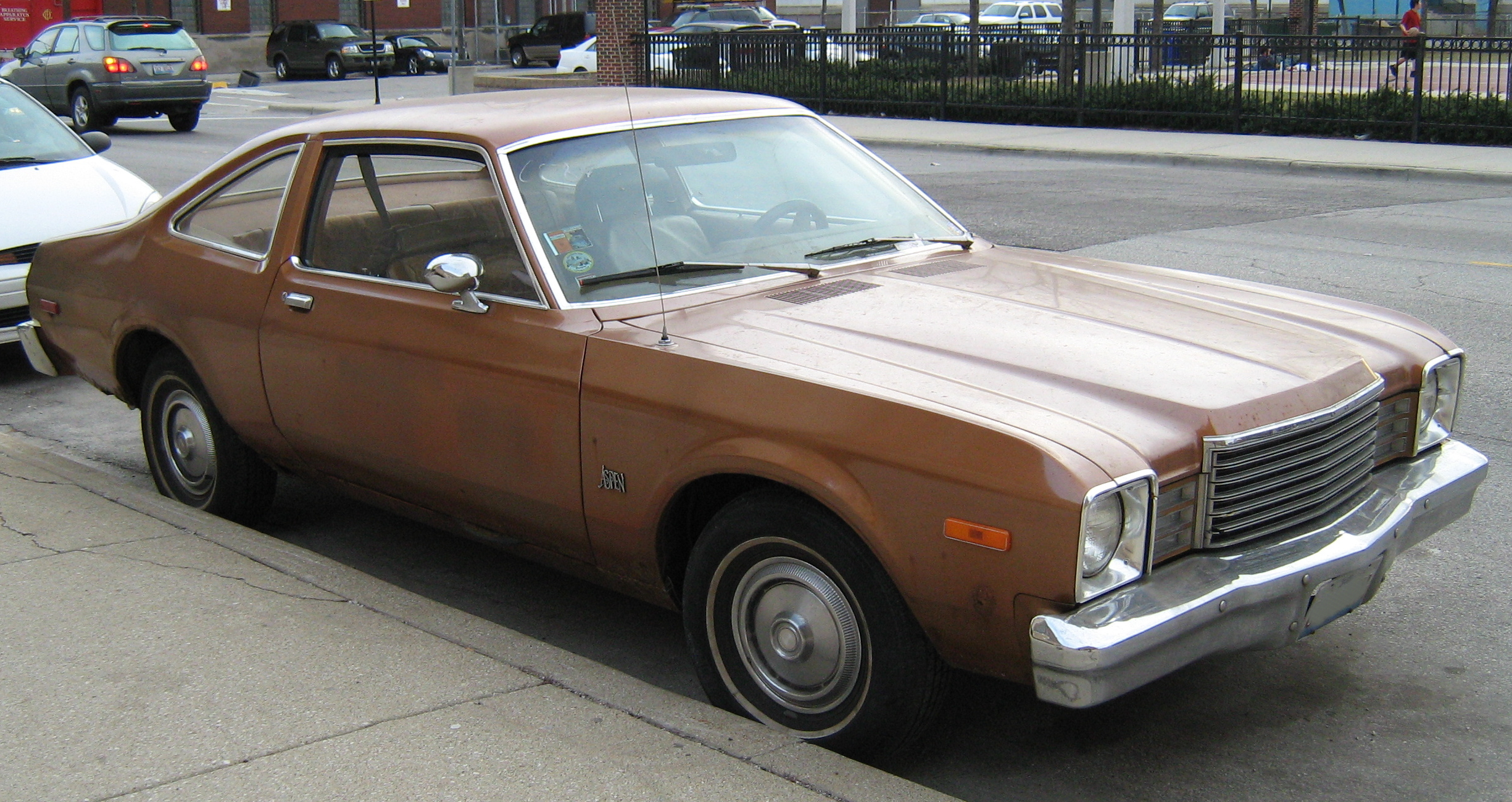
Dodge Aspen 2 Door Coupé, Basisversion

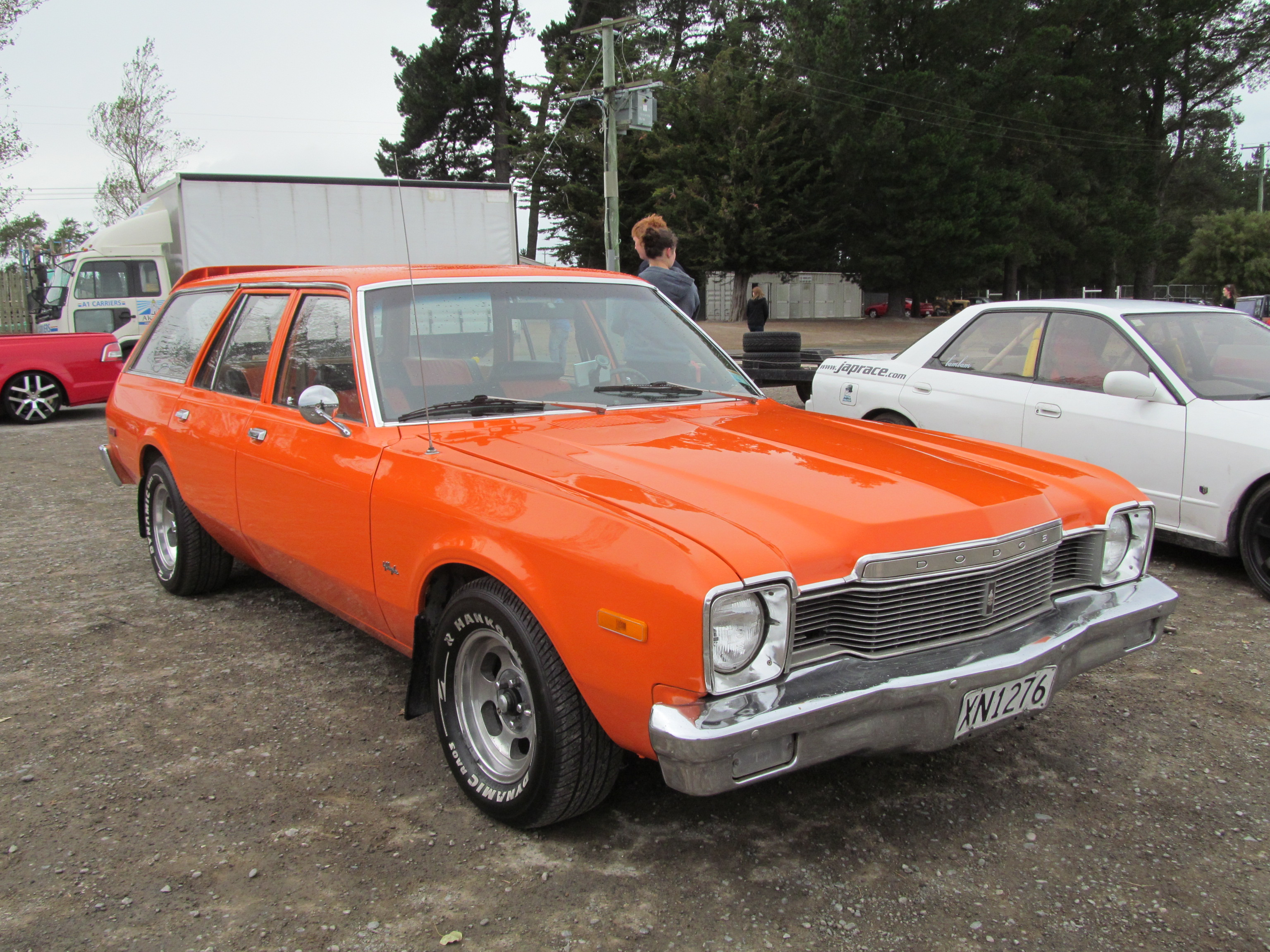
Dodge Aspen Wagon (1977)

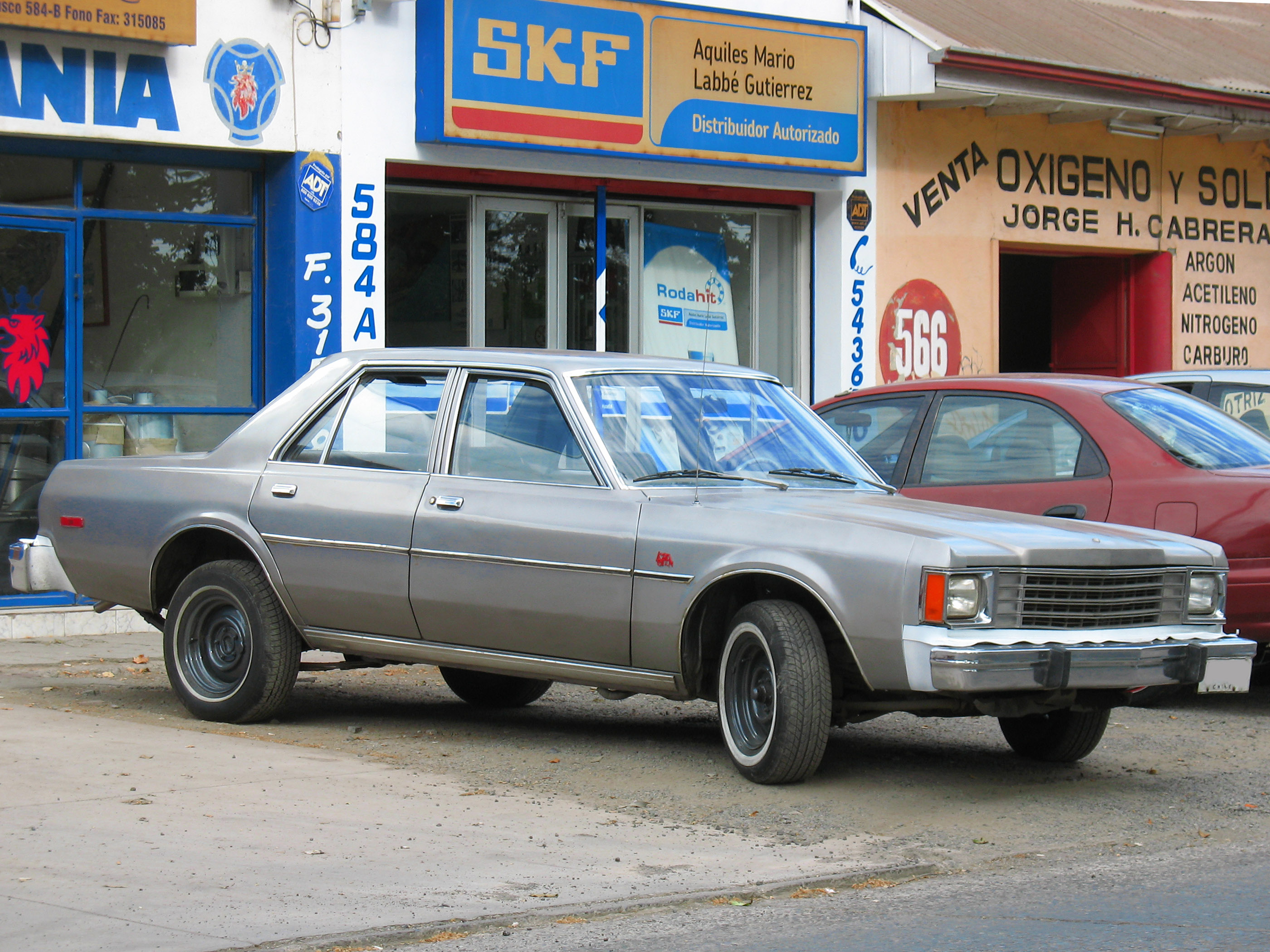
Dodge Aspen Sedan (1980; Facelift)

Der Dodge Aspen ist ein vom US-amerikanischen Automobilhersteller Dodge von 1976 bis 1980 produziertes Modell der Mittelklasse mit Hinterradantrieb.
Im Frühjahr 1976 erschien der Aspen als Nachfolger des Dodge Dart. Der Aspen, benannt nach dem gleichnamigen Wintersportort im US-Bundesstaat Colorado, basierte auf der F-Plattform des Chrysler-Konzerns und war das Schwestermodell des Plymouth Volare; zur näheren Verwandtschaft zählten ferner die in der Modellhierarchie oberhalb angesiedelten, zur M-Plattform gehörenden Modelle Chrysler LeBaron, Chrysler Fifth Avenue, Dodge Diplomat und Plymouth Gran Fury.
Der Aspen wurde zum Modelljahr 1981 durch den kleineren, frontgetriebenen Dodge Aries ersetzt, der mit Vierzylindermotoren ausgestattet war.

## Modellgeschichte
Im Modelljahr 1976 lancierte Dodge den Aspen als viertürige Limousine, fünftürigen Kombi und zweitüriges Coupé, letzteres auf einem um 10 auf 275,5 cm verkürzten Radstand. Erhältlich waren die Ausstattungsstufen Basis, Custom und Special Edition. Angetrieben wurde der Aspen wahlweise vom 3,7 l-Slant-Six-Reihensechszylinder oder von V8-Motoren mit 5,2 und 5,9 Litern Hubraum; an Getrieben standen Drei- oder Vierganggetriebe und Chryslers TorqueFlite-Dreigangautomatik zur Auswahl. Auf Basis des Aspen Coupé in der Grundausstattung wurde die sportliche Variante Aspen R/T mit mattschwarzem Kühlergrill und Zierteilen, Zierstreifen, Sportfelgen und geänderten Rückleuchten angeboten; dieses Modell gab es nur mit den V8-Maschinen und wurde in etwa 17.000 Exemplaren verkauft.
1977 erhielt der Kombi als Basismotor eine Doppelvergaservariante des Sechszylindermotors mit 112 PS. Zusätzlich zum Coupé R/T wurde Coupé R/T Super Pak mit Spoilern an Front und Heck, Kotflügelverbreiterungen und lamellenförmigen Plastikabdeckungen oberhalb der hinteren Seitenfenster angeboten. Vom R/T wurden 4465, vom R/T Super Pak 2284 Exemplare verkauft.
Für das Modelljahr 1978 erfuhr der Aspen ein erstes Facelift mit einem schmaleren Kühlergrill und zwischen Grill und Scheinwerfern platzierten Parkleuchten sowie geänderten Heckleuchten. Die Modellvielfalt bei den Coupés wurde erweitert; neben R/T und R/T Super Pak gab es ab Anfang 1978 das Super Coupe mit dunkelbrauner Sonderlackierung, mattschwarzer Motorhaube, Sportfahrwerk und 5,9 l-V8. Die Stückzahlen blieben gering: ca. 1500 R/T, etwa 500 Super Pak und um die 600 Super Coupes wurden verkauft.
1979 entfiel das Super Coupe, dafür kam eine sportlich ausgestattete Variante des Kombimodells ins Programm, der Aspen Sport Wagon. Insgesamt 75 Coupés wurden noch als Aspen R/T ausgeliefert.
1980 erhielt der Aspen noch ein umfangreiches Facelift, obwohl die Modellreihe bereits im Sommer 1981 aus dem Programm gestrichen wurde. Die neue Front wies Rechteckscheinwerfer und einen breiteren Kühlergrill auf. Die Modellreihe bestand jetzt aus dem Basismodell, das mit verschiedenen Ausstattungspaketen kombinierbar war, und dem Aspen Special. Vom Coupé R/T wurden 285 Stück gebaut. Die Motorleistungen wurden reduziert, beim Sechszylinder auf 67 kW (91 PS), beim 5,2 l-V8 auf 90 kW (122 PS), der 5,9-Liter entfiel.
Vom Dodge Aspen wurden insgesamt 810.000 Exemplare gebaut.

## Qualität
Der Dodge Aspen gilt als typisches Automobil der Malaise Era. Sein Ruf erlitt in den Jahren 1976/77 durch zahlreiche Rückrufe unter anderem wegen hoher Rostanfälligkeit Schaden. Hinzu kamen diverse Konstruktionsfehler, die wegen zu kurzer Erprobungszeit bei der Markteinführung nicht vollständig behoben waren. Der Chrysler-Manager Lee Iacocca beschrieb die Qualität der frühen Aspen als desaströs: „Der Dart und Volaré liefen ewig und hätten nie aus der Produktion genommen werden dürfen. Stattdessen wurden sie durch Wagen ersetzt, die bereits nach ein oder zwei Jahren auseinanderzufallen begannen.“ Iacocca bezifferte den wirtschaftlichen Schaden aus Gewährleistungsansprüchen allein für den Aspen und den Volaré auf über 100 Mio. US-$ und sah außerdem einen erheblichen Imageschaden, der dem Hersteller dadurch entstanden sei. Qualitätssichernde Maßnahmen bei Chrysler sorgten aber dafür, dass diese Schwächen bei späteren Modellen nicht mehr auftraten.

## Variationen

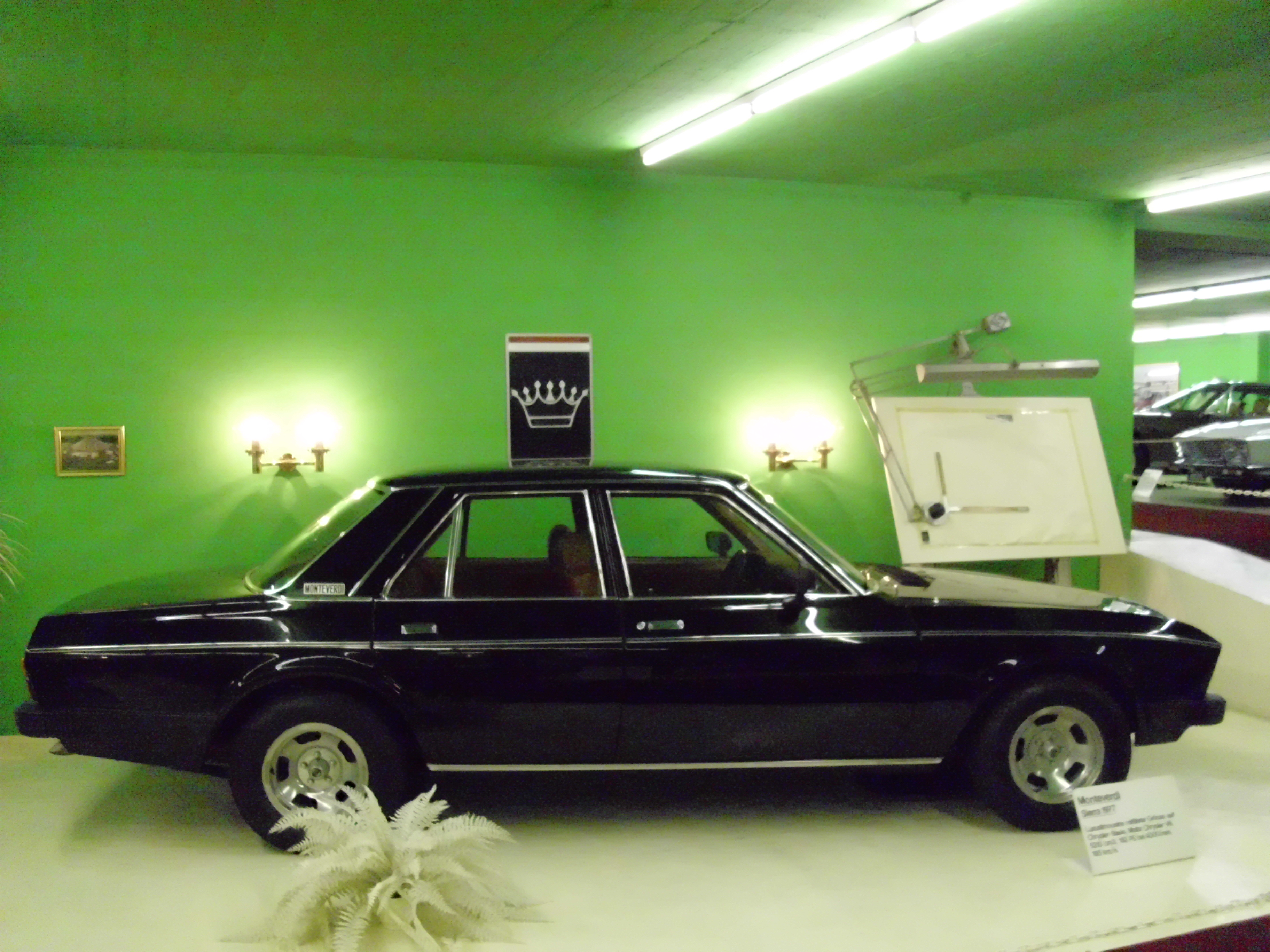
Verfremdete und veredelte Version des Dodge Aspen: Monteverdi Sierra

Der Dodge Aspen bildete die technische Grundlage für den von 1977 bis 1982 angebotenen Monteverdi Sierra. Der Schweizer Automobilhersteller Monteverdi brachte 1977 den Sierra als Nachfolger seiner bisherigen Sportwagen der High Speed 375-Reihe auf den Markt. Der Sierra sollte konzeptionell eine Oberklassenlimousine mit gehobener Technik und äußerem Understatement darstellen und mit Fahrzeugen wie der Mercedes S-Klasse oder der 7er Reihe von BMW konkurrieren. Tatsächlich übernahm Monteverdi den kompletten Sierra technisch unverändert und ließ an Front und Heck von der Carrozzeria Fissore entworfene Änderungen durchführen, zu denen modifizierte Kotflügel, schmale Stoßstangen, Frontscheinwerfer vom Fiat 125 und Rückleuchten vom Renault 12 gehörten. Die Umbauten wurden in Italien oder in der Schweiz durchgeführt; einzelne Umbauten (an etwa 20 Autos) nahm die Carrosserie Wenger in Basel vor. Die Produktionszahlen des Sierra sind unbekannt; es ist allerdings zweifelhaft, ob sie insgesamt dreistellige Regionen erreichten. In zwei Exemplaren entstand sodann ein Cabriolet (auf Basis des Aspen Coupé) sowie ein Einzelexemplar eines Luxuskombi, der auf dem Aspen Station Wagon beruhte und Rückleuchten vom Peugeot 504 trug.